# ماركوس إيفانز
ماركوس إيفانز (بالإنجليزية: Marcus Evans)‏ هو شخصية أعمال بريطاني، ولد في 18 أغسطس 1963 في Charing Cross Hospital ‏ في المملكة المتحدة.